# 国際ツーリングカー選手権

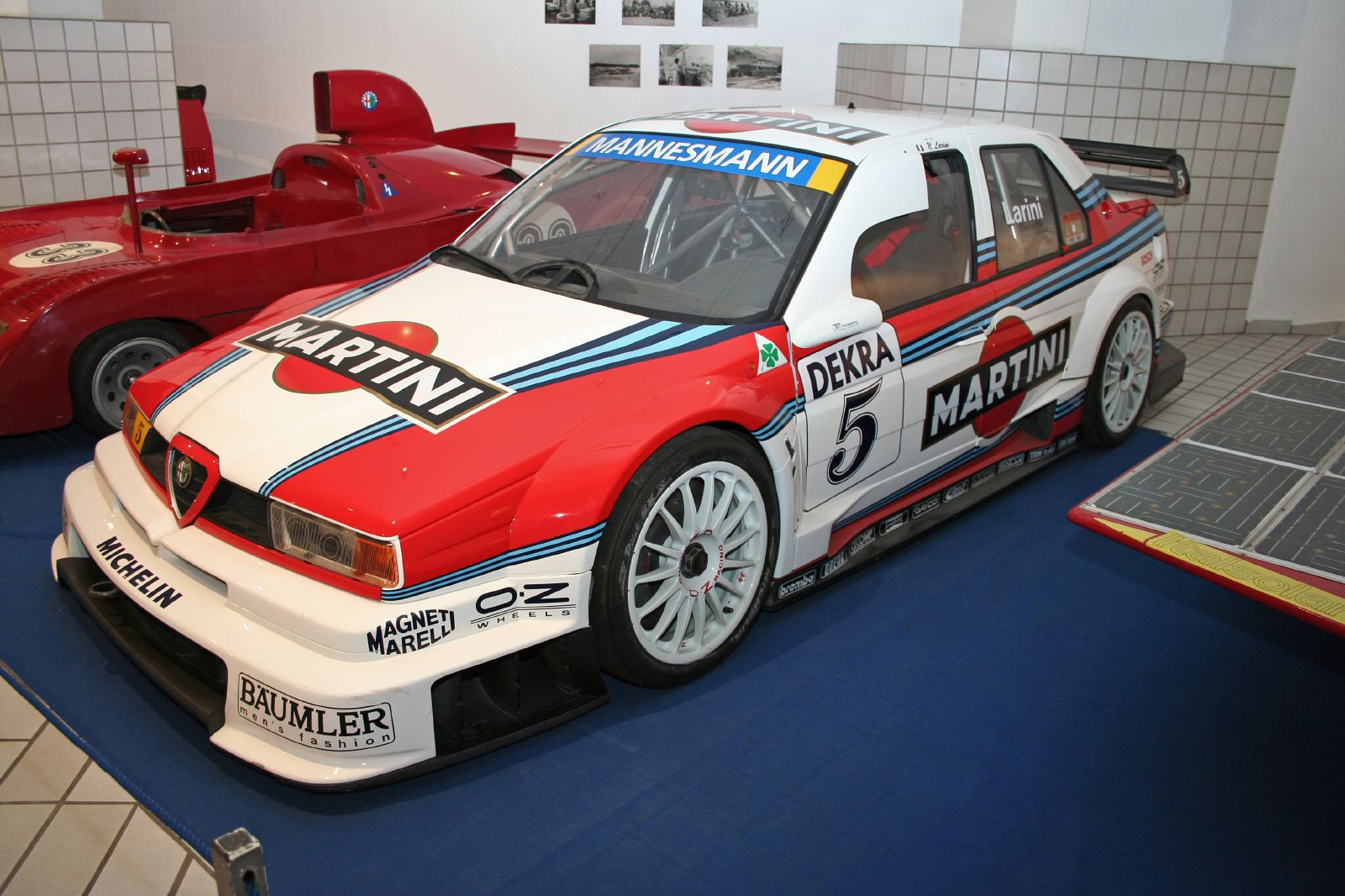
Alfa Romeo 155 V6 TI

国際ツーリングカー選手権（International Touringcar Championship、略称：ITC）は、1995年から1996年まで行われた自動車レースの国際シリーズ。国際自動車連盟（FIA）が管轄し、市販車をベースにしたツーリングカーで争われた。

## 概要
FIAのクラス1規定（2.5リッター）で行われ、人気を集めていたドイツツーリングカー選手権（通称「DTM」）を、FIAは1995年より国際ツーリングカー選手権（通称「ITC」）として国際レース化し、DTMと平行開催されるようになった。1996年よりITCに統一され、メルセデス、アルファロメオ、オペルの3メーカーがワークスとして参戦した。FIA直轄の国際ツーリングカーシリーズは、1988年のヨーロッパツーリングカー選手権（ETC）以来の復活である。
FIAクラス1ツーリングカーは、派手な外観・走りで人気を集めたが、フロント部分を一体系のカウルとし、4WD化はもちろんのことABS・トラクションコントロールほか当時のF1に勝るとも劣らないハイテクデバイスの装着など、かつてのシルエットフォーミュラやプロトタイプ並に先鋭化し、コストは急騰していた。そのためアルファロメオ、オペルが1996年限りでの撤退を表明し、ITC自体も同年限りで廃止となった。
戦場を失ったメルセデスとAMGは、翌年から開始されるFIA GT選手権（GTマシンによる耐久レース）に移行することとなる。

## 日本開催
1996年シーズンには、8月4日に日本での開催（TIサーキット英田、現岡山国際サーキット）も決まっていたが、シリーズの知名度の低さ、日本車の不在などからチケット販売が不調のため、直前にキャンセルされた。
この代替レースは11月10日に鈴鹿サーキットで開催され、結果的にこれが最後のITCとなった。日本ラウンドと言うことで、鈴木亜久里、関谷正徳、服部尚貴がゲスト参戦している。